# Мёртвым не больно
Мёртвым не больно (бел. Мёртвым не баліць) — повесть Василя Быкова. Впервые повесть опубликовал журнал «Маладосць», осенью 1965 года, а год спустя «Мёртвым не больно» напечатали в «Новом мире». После публикации газета «Правда», «Огонек» и другие журналы напечатали разгромные статьи о его труде.
В 2014 году, к 90-летию писателя, повесть впервые была издана в Минске без цензуры.

## Сюжет
Май 1963 года. В День Победы бывший фронтовик Василевич вспоминает события двадцатилетней давности — о зимней кампании 1944 года, а именно событиях во время Кировоградской операции, начавшейся в январе 1944 года. Раненого младшего лейтенанта отправляют в тыл, приказав конвоировать при этом трёх пленных немцев. При следовании они натыкаются на немецкую танковую часть, в ходе перестрелки лейтенант теряет двух пленных и своего спутника, вторично ранен в ногу. Но один пленный немец остаётся в живых и играет важную роль в повествовании. Его сообщению о немцах в тылу никто не хочет верить, в лазарете его застаёт его давний товарищ, а на утро он просыпается от атаки немецких танков. Антиподом главного героя является капитан Сахно, которому не жаль жизней вверенных ему людей.

## Дополнительная информация
- В 2013 году повесть была включена в список «100 книг», рекомендованных школьникам Министерством образования и науки РФ для самостоятельного чтения.